# Rayen
Rayen est une ville et capitale du district de Rayen, dans le comté de Kerman, dans la province iranienne de Kerman. Lors du recensement de 2006, sa population était de 9 623 personnes, réparties dans 2 405 familles. Le château de Rayen est situé dans cette ville.